# Марина Смилец
Марина Смилец је била бугарска деспотица и „Праве мајке Царевине Срба и Грка”. Тетка цара Стефана Душана.
После напада на Неродимље и смрти краља Стефана Дечанског, остаје Душанов најближи рођак. Вероватно га је саветовала у свим његовим пословима након састанка у Мраку.
Данилови настављачи тврде да је цар Душан изгледао као његова мајка, која је умрла кад је Душан био дете, али је вероватније да је његов краљевски и царски лик скулптурао тетку. 1321. године, Марина Смилец је стигла из Цариграда у Рашку са сестром и супругом краља Стефана Дечанског.

## Порекло
Она је најстарија ћерка бугарског цара Смилеца и његове жене царице Смилцине Палеолог. Сестра је цара Јована IV Смилеца и рашке краљице Теодоре Смилец.
Вероватно је рођена у Копсишу, пре него што је њен отац преузео трновски престо, али је детињство провела у Трнову.

## Деспотица Крнска
После Смилецове смрти 1298. године, Маринина мајка царица Смилецина преузима намесништво над својим малолетним сином царем Јованом IV Смилцом. Њени главни напори током овог времена били су усмерени на јачање власти њеног сина и неутралисање преосталих претендената за круну. Главни претендент на царски престо је деспот Алдимир, брат цара Ђорђа I Тертера, којег је сменио цар Смилец. Да би га привукла на своју страну, Смилцина му нуди руку своје ћерке Марине и управу над облашћу Крна. Алдимир прихвата понуду и Марина постаје његова жена. Алдимир је постао један од главних присталица власти царице Смилцене и њеног сина цара Јована IV. Заједно са супругом, Марина се настанила у средњовековном Крну.
Деспина Марина је деспоту Алдимиру родила једног сина – Јована Драгушина.
1300. године, дошло је до промене власти у Трнову. Теодор Светослав, син свргнутог цара Ђорђа I Тертера и братанац деспота Алдимира, вратио се из татарског ропства заједно са Чаком, сином татарског кана Ногаја. Њих двојица улазе у престоницу, а царица и њен млади син траже спас код  Марине и њеног мужа. Алдимир је у почетку био сумњичав према свом братанцу, али су се после уклањања татара цара Чаке са власти односи између цара Теодора Светослава и Марининог мужа побољшали. Њих двојица су закључили уговор, након чега је деспот Алдимир добио градове Јамбол и Лардеју. Вероватно је после склапања ове савеза деспот Алдимир тражио од таште и њеног сина да напусте његове поседе. Царица Смилцена и њен син су потом кренули у Цариград.
1304-1305. године, односи између крнске деспотовине и централне власти у Трнову погоршавају се. Цар Теодор Светослав је са војском заузео област, деспот је погинуо или је умро. Вероватно прогоњени од бугарског цара, деспина Марина Смилец и њен син нашли су уточиште у Цариграду, где су се у то време налазили деспинина мајка и брат.
Деспина Марина Смилец је јака личност. У том погледу, она личи на своју мајку, царицу Смилцену. Вероватно је имала значајну улогу у политици свог мужа деспота Алдимира, а њен син Јован Драгушин био је могући ривал цара Теодора Светослава.

## Прогонство у Цариграду
Пошто је била Палеолог по мајчиној страни и рођака цара Андроника II, Марина је стекла значајне положаје на царском двору. Ово је вероватно и због знатног богатства које поседује као некадашња деспотица богатог крнске области.
Године 1314, протерани од краља Стефана Уроша II Милутина, у Цариград су стигли Маринина сестра Теодора Смилец, њен полуслепи муж Стефан Дечански и њихови синови Стефан Душан и Душица. Марина вероватно постаје финансијска и морална подршка породици своје сестре. То се види и из великодушности са којом се Стефан Дечански односио према Марини и њеном сину Јовану Драгушину након што је 1321. године, преузео престо у Рашкој.

## Живот у Македонији
Из живописа и натписа цркве Светог Георгија у Полошком манастиру код Кавадарција јасно се види да су деспина и њен син добили простране земље дуж Црне реке у Македонији, насељене углавном Бугарима. Тако су се деспина и синовљева породица после ступања њеног зета на престо населили у Рашкој краљевини, где су после смрти краљице Теодоре Смилец, деспина Марина и њена породица остали најближи крвни сродници по мајчиној линији Стефана Душана, који је био по мајци, унук цара Смилеца и потомак цара Ђорђа I Тертера, који је, осим што је Маринин сестрић, ожењен и сестром цара Јована Александра, Јеленом. Касније се Марина замонашила под именом „Марија“, али је наставила да игра активну улогу у политичком животу. Вероватно је стала на страну свог сестрића Стефана Душана када је он пао у немилост свог оца, који је планирао да га разбаштини у корист деце из другог брака са краљицом Маријом Палеолог. Из ових разлога вероватно је и чињеница да у поменутим натписима Стефан Душан своју тетку назива својом „...правом мајком...”, а свог рођака Јована Драгушина својим „...правим братом...”. , што потврђује близак однос између Стефана Душана и Маринине породице.
Деспина Марина Смилец надживела је свог сина, чији је гроб пронађен током археолошких ископавања у Полошком манастиру. У манастирској цркви деспина је приказана са дечаком, сином Јована Драгушина. Деспина Марина Смилец умрла је 7. априла 1355. године, и сахрањена је у Скопљу. Део деспининог надгробног споменика открио је 1852. године, монах Гедеон Јосиф Јуришичи и уграђен је у зид скопске цркве „Свети Димитар“. За време Првог светског рата натпис је постављен у Народни археолошки музеј у Софији. После дугих дипломатских преговора и на лично залагање краља СХС Александра I, 28. јула 1925. године, споменик је враћен у Скопље.